# Tadeusz Ross
Tadeusz Edward Ross (n. 14 martie 1938, Varșovia, Polonia – d. 14 decembrie 2021, Varșovia, Polonia) a fost un politician polonez.

## Viața și cariera
La alegerile locale din 2006, Ross a fost ales în Gmina din Varșovia în dzielnica din Mokotów ca membru al Platformei Civice. El a părăsit această funcție în 2007, după alegerea sa în Seim în circumscripția Varșovia I. În 2009, a candidat fără succes pentru un loc în Parlamentul European. În plus, și-a pierdut locul în Seim în 2011. Cu toate acestea, el a fost numit în Parlamentul European la 17 decembrie 2013 de prim-ministrul Donald Tusk, succedându-i lui Rafał Trzaskowski⁠(en)[traduceți] după numirea sa în funcția de ministru adjunct al afacerilor externe. Ross a făcut parte din Comisia pentru afaceri constituționale a Parlamentului European.
Ross a pierdut realegerea în Parlamentul European în 2014. În 2015, a candidat fără succes pentru un loc în Seimul Poloniei.
A murit la Varșovia pe 14 decembrie 2021, la vârsta de 83 de ani.